# 244
سنة 244 م (بالأرقام الرومانية: CCXLIV) كانت سنة كبيسة تبدأ يوم الإثنين (الرابط يظهر نموذج الجدول الزمني الكامل للسنة) من التقويم اليولياني. بدأت تسمية السنة ب244 منذ العصور الوسطى المبكرة، عندما أصبح تقويم أنو دوميني هو الأسلوب السائد في أوروبا لتسمية السنوات.

## الأحداث
- تأسيس مدينة الرقة وتقع حاليا في سوريا.

### الإمبراطورية الرومانية
- 11 فبراير/شباط - الإمبراطور جورديان الثالث يقتله الحاكم البريتوريِ فيليب العربي وبعد ذلك يعلن فيليب العربي نفسه إمبراطوراً للدولة الرومانية.
- فيليب العربي يصبح إمبراطوراً على روما.
- تَفْقدُ روما بلاد ما بين النهرين وأرمينيا ويستولي عليها الساسانيون.
- أورليان يَهْزمُ فرانكس في مينز.

### الفنون والعُلوم
- بلوتينوس يُؤسّسُ مدرسة نيوبلاتونيست في روما.

## المواليد
- ألكساندر قديس القسطنطينية، (تأريخ محتمل).

## الوفيات
- 11 فبراير/شباط - الإمبراطور الروماني جورديان الثالث.